# ツメバガン
ツメバガン （爪羽雁、学名：Plectropterus gambensis）は、カモ目カモ科に分類される鳥類の一種。

## 分布
アフリカ、中東。

## 形態
全長70～100cmになり、アフリカのカモ類では最大。背面や頚はやや緑がかった黒、顔面と腹部は白い羽毛に覆われ、翼角の先端に発達した蹴爪がある（これが名前の由来）。嘴は赤く先端にベージュ色のポイントがあり、脚は薄い赤～赤みの強い褐色。体型は典型的なガンの体型である。

## 生態
群れを成す事もあるが、大抵の場合はつがいで行動する。雑食性で昆虫や小魚、水草や陸棲の草の葉、実を好み、時に畑を荒らす事がある。繁殖期になるとオスは翼に生えた蹴爪で争う。
スパニッシュフライやツチハンミョウといった甲虫が有する毒カンタリジンに対する耐性があり、食餌によりその毒性を一時的に肉に溜め込むので，こうした個体を食用に供した場合，中毒を起こすことがある。

## 保全状態評価
- LEAST CONCERN (IUCN Red List Ver. 3.1 (2001))
[2]

## 参照・注釈
1. ↑  http://www.guinnessworldrecords.com/preview-2014/files/assets/basic-html/page4.html
2. ↑  Plectropterus gambensis  (Species Factsheet by BirdLife International)